# Po stopách erbu zlatého třmene
Po stopách erbu zlatého třmene je název naučné stezky, která spojuje Českou Skalici s hradem Vízmburk. Její celková délka je cca 17,5 km a nachází se na ní 5 zastavení. Pro veřejnost byla slavnostně zpřístupněna 10. září 2011. V seznamu tras KČT má číslo 9482.

## Vedení trasy
Naučná stezka začíná v České Skalici u Maloskalické tvrze, odkud pokračuje spolu s NS Babiččino údolí. Míjejí Muzeum Boženy Němcové a kostel Nanebevzetí Panny Marie, stáčí se doprava do Havlíčkovy ulice a na rozcestí znovu doprava a stejnou ulicí pokračuje ven z města. Na konci ulice zahýbá doleva a po červené turistické značce vstupuje do NPP Babiččino údolí. Okolo loveckého pavilonu míří do Ratibořic, kde prochází zámeckým parkem okolo zámku a pokračuje dále k sousoší Babička s vnoučaty, kde zprava přibírá NS Jakuba Míly. Obě stezky se stáčí doleva a okolo Starého bělidla a Viktorčina splavu vede k Bílému mostu, po něm přes Úpu a po silničce (a chvíli spolu se žlutou značkou) vedou do Rýzmburka, kde se tato NS odděluje, odbočuje doleva a po modré značce směřuje k Červenému mostu. Po mostě se znovu dostává přes Úpu a po červené značce vede proti proudu řeky ke Slatinskému mlýnu, kde se pod hradem Červená Hora zleva připojuje Justynčina stezka. Obě stezky dále pokračují pod mostem po červené a posléze i po zelené značce do Boušína s kostelem Navštívení Panny Marie a dále po červené značce a po Boušínské lávce přes Úpu. Tady se obě NS oddělují a tato NS vede po modré značce doleva okolo osady Náchodec až k rozcestí Potůčky, kde se dává doleva a po žluté značce směřuje pod hrad Vízmburk, kde končí.

## Zastavení

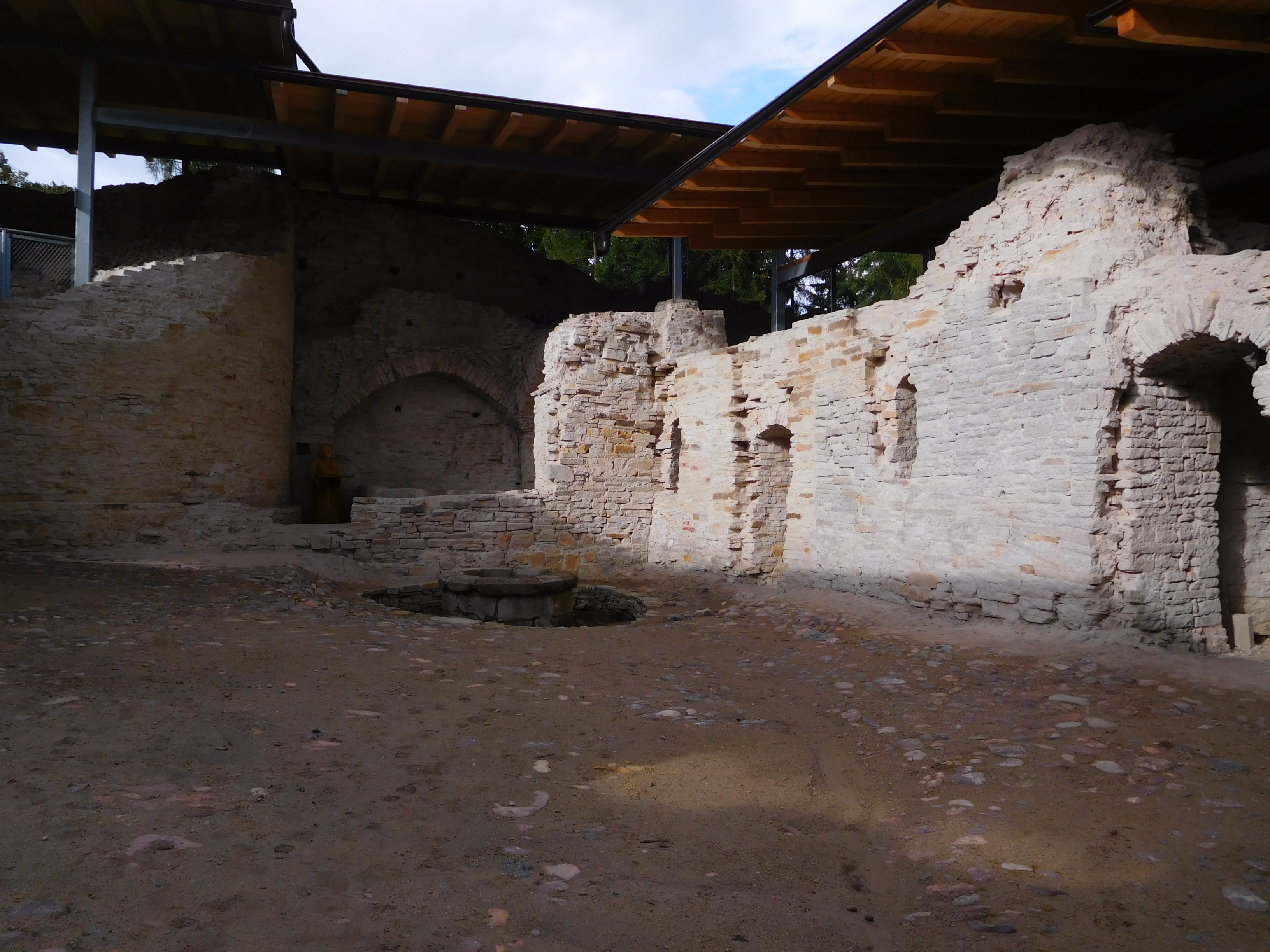
Nádvoří hradu Vízmburk, sídla Pánů erbu zlatého třmene

- Tvrz Malá Skalice
- Tvrz Ratibořice
- Hrad Rýzmburk
- Červená Hora
- Hrad Vízmburk